# Bryant (Illinois)
Bryant es una villa ubicada en el condado de Fulton en el estado estadounidense de Illinois. En el Censo de 2010 tenía una población de 220 habitantes y una densidad poblacional de 361,46 personas por km².

## Geografía
Bryant se encuentra ubicada en las coordenadas 40°27′56″N 90°5′42″O / 40.46556, -90.09500. Según la Oficina del Censo de los Estados Unidos, Bryant tiene una superficie total de 0.61 km², de la cual 0.61 km² corresponden a tierra firme y (0%) 0 km² es agua.

## Demografía
Según el censo de 2010, había 220 personas residiendo en Bryant. La densidad de población era de 361,46 hab./km². De los 220 habitantes, Bryant estaba compuesto por el 99.09% blancos, el 0% eran afroamericanos, el 0.45% eran amerindios, el 0% eran asiáticos, el 0% eran isleños del Pacífico, el 0% eran de otras razas y el 0.45% pertenecían a dos o más razas. Del total de la población el 0.45% eran hispanos o latinos de cualquier raza.